# Tutukaka
Tutukaka (maori de Nouvelle-Zélande : Tūtūkākā) est une localité de la côte est de la région du Northland, de l’Île du Nord de la Nouvelle-Zélande, dans un secteur communément nommé tout simplement la Tutukaka Coast.

## Situation
Il inclut aussi les localités de Ngunguru et Matapouri.
La cité de Whangārei est située au sud-ouest.
La zone résidentielle de Tutukaka est limitée par les colline environnantes de Tutukaka Harbour, qui ont une histoire comme port de pèche local et domicile de la marina de Tutukaka.

## Toponymie
Le nom Maori vient du terme tūtū kākā, qui signifie : perroquet ou New Zealand kaka
sur un arbre (tūtū),.
Comme la plus proche marina située au niveau de Îles Poor Knights, Tutukaka est la base pour les bateaux des expéditions touristiques pour la plongée en apnée et la plongée sous-marine avec tuba dans les eaux autour de ces îles dans une réserve marine protégée.
Au maximum des mois actifs de l’été, la population de Tutukaka grimpe de environ  600 résidents permanents à plus de 2 400 personnes.
Un chemin de randonnée conduit de Tutukaka à un petit phare situé au niveau de Tutukaka Head (South Gable).

## Démographie
Statistique en Nouvelle-Zélande décrit Tutukākā comme un village rural. Le village couvre une surface de 6,98 km2 et a une population estimée à  840 habitants en juin 2024 avec une densité de population de  120 personnes par km2.
Mais le village n’est qu’une partie du secteur statistique de zone statistique de Matapouri#Matapouri-Tutukākā qui est beaucoup plus large.
Tutukākā avait une population de  798 habitants lors du Recensement néo-zélandais de 2013, en augmentation de  66 personnes (9,0 %) depuis le recensement néo-zélandais de 2018, et une augmentation de 192 personnes (31,7 %) depuis le recensement néo-zélandais de 2013.
Il y avait  396 hommes et 405 femmes dans 357 logements  et 0,4 % des personnes s’identifient comme étant LGBTIQ+.
L’âge médian était de 54,6 ans (comparé avec les 38,1 ans au niveau national).
Il y avait 102 personnes (12,8 %) âgées de moins de 15 ans d’âge, 87 personnes (10,9 %) âgées de 15 à 29 ans, 390 personnes  (48,9 %) âgées de 30 à 64 ans et  225 personnes (28,2 %) âgées de 65 ou plus.
Les personnes peuvent s’identifier à plus d’une ethnicité en fonction de l’origine de leurs parents. Les résultats sont pour 91,7 % européens (en) (Pākehās); 14,7 % de Māoris; 1,1% personnes venant des îles du Paciifique (en); 2,6 % d’origine asiatiques (en); 1,1 % du moyen orient, d’Amérique latine,ou d’Afrique New Zealanders (MELAA); et 2,3 % d’une autre ethnicité qui inclut les personnes donnant simplement pour leur ethnicité : "New Zealander".
L’anglais est parlé par 98,5 %, la langue Māori par 3,4 % et d’autres langues par 9,8 % des personnes.
Aucune langue n’est parlée par 1,5 % (car trop jeune pour parler).
Le pourcentage des personnes nées outre-mer était de 23,3 %, comparé avec les 28,8 % au niveau national.
L‘affiliations religieuse était pour 27,8 % chrétiens (en), 0,4 % hindouistes (en), 0,8 % New Age, et 1,1 % d’une autre religion.
Les personnes qui répondent qu’ils sont sans religion étaient 62,0 % et 7,5 % des personnes ne répondent pas à la question du recensement.
Parmi ceux d’au moins 15 ans d’âge, 177 personnes (25,4 %) ont une licence ou un degré universitaire supérieur, 363 personnes (52,2 %) ont un certificat ou un diplôme post secondaire et 99 personnes (14,2 %) ont simplement suivit l’enseignement secondaire sans qualification scolaire.
Le revenu médian était de 42 700 $, comparé avec les 41 500 $ au niveau national.
108 personnes (15,5 %) gagnent plus de 100 000 $ comparé avec les 12,1 % au niveau national.
Le statut d’emploi de ceux d’au moins 15 ans d’âge était pour  300 personnes (43,1 %) une emploi à plein temps, pour 135 personnes (19,4 %) un temps partiel, et  6 personnes (0,9 %) sont sans emploi.